# Lecheng
Lecheng – wieś w Botswanie w dystrykcie Central. Według spisu ludności z 2011 roku wieś liczyła 3344 mieszkańców.